# سانتياغو فرنانديز (لاعب كرة قدم)
سانتياغو فرنانديز (بالإسبانية: Santiago Fernández)‏ (7 مارس 1985 بمدينة مكسيكو في المكسيك - ) هو لاعب كرة قدم مكسيكي في مركز الهجوم. شارك مع منتخب المكسيك تحت 20 سنة لكرة القدم ومنتخب المكسيك لكرة القدم. أما مع النوادي، فقد لعب مع نادي أمريكا ونادي برشلونة ب ونادي بويبلا ونادي تولوكا.

## وصلات خارجية
- سانتياغو فرنانديز على موقع قاعدة بيانات كرة القدم.إي يو (الإنجليزية)
- سانتياغو فرنانديز على موقع ناشيونال فوتبول تيمز (الإنجليزية)